# Simaitha
Simaitha, aussi appelée Cimétha, Simétha ou encore Simaetha, est un personnage qui apparaît dans l'idylle II de Théocrite.

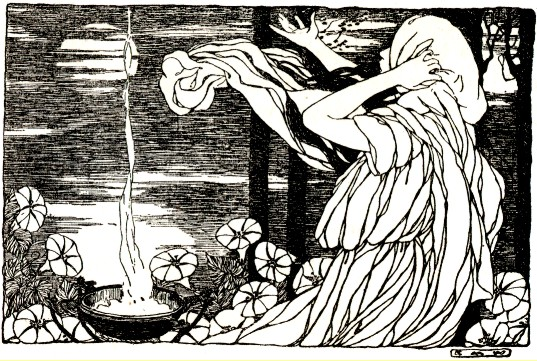
Illustration tirée de The Idylls and Epigrams of Theocritus, Bion, and Moschus,The Bibliophile Society, 1905.

## Le personnage chez Théocrite

manuscrit des œuvres de Théocrite. Date d'édition : 1515. Source : Bibliothèque nationale de France, Rés. Yb-1075. Relation : http://catalogue.bnf.fr/ark:/12148/cb37300107j

Simaitha tente de reconquérir son amant à l'aide de pratiques de sorcellerie ou de magie. Elle est aidée par sa servante, Thestylis, après avoir a pris conseil auprès d'un étranger assyrien. Elle fait référence à d'autres magiciennes  antiques, divines ou humaines: Circé, Médée, Périmède.

## Le nom de Simaitha
Il ne faut pas confondre la magicienne Simaitha, qui serait une habitante de Cos, et la Simaitha d'Aristophane qui vit à Mégare: la courtisane Simætha ayant été enlevée par des jeunes gens ivres, venus à Mégara, les Mégariens, outrés de
douleur, enlèvent, à leur tour, deux courtisanes d’Aspasie.
Son nom est un composé du verbe αἴθω, « Je brûle » et « simos », « nez camus », « creux » et pourrait signifier « nez bronzé » (peut- être le sobriquet d'une courtisane qui attend ses clients dehors, comme la Simaitha d'Aristophane), ou bien « qui brûle en son sein », comme l'amoureuse passionnée de Théocrite.

## Portrait social
Elle habiterait Cos, selon plusieurs indices:
Elle fait mention d'un Philinos, vainqueur de la course aux jeux Olympiques en -264 et -260.
Son amant est de Myndos, ville d'Asie Mineure en face de l'île de Cos.
Elle emploie l'exclamation des femmes de Cos, Par les Moires, telles qu'on les voit chez Hérondas.Simaitha est délaissée par Delphis.

## Déroulement des actes magiques

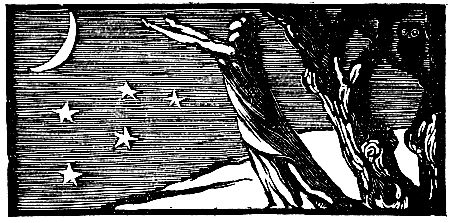
la magicienne Simaitha, illustration de l'idylle II de Théocrite, par Gabrielle Faure, publiée dans le n° 15 de la collection "Antiqua" du Pot cassé en 1929, avec la traduction des Idylles de Théocrite par Ernest Falconnet parue dans les Petits poèmes grecs en 1838.

Simaitha prépare des philtres destinés à lier son amant et qui seront pétris sur le seuil de la porte de celui-ci.
Elle utilise un vase ancien, le kélébé, qu'elle enveloppe de laine.
Elle fait brûler de l'orge, habituellement utilisé dans les sacrifices, des feuilles de laurier, du son.
Puis elle fait fondre de la cire, peut-être une figurine de cire, et elle fait tourner le rhombe, une sorte de toupie magique.
Ensuite elle accomplit des libations au nombre de trois, chiffre rituel.
Elle prépare enfin un breuvage composé de différents ingrédients dont des plantes aphrodisiaques.
Toutes ces pratiques sont habituelles dans la magie amoureuse.
Simaitha recourt à la magie dite sympathique.

## Refrains rituels
Certaines formules et phrases se répètent plusieurs fois :
"Bergeronnette magique" revient dix fois. "Apprends d’où me vint mon amour, vénérable Séléna!" revient treize fois.

## Postérité du personnage

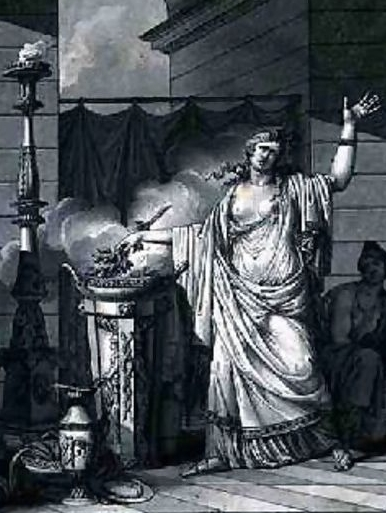
La magicienne Simaitha, d'après le personnage de l'idylle II de Théocrite, par Jean-Guillaume Moitte, 1746-1810

- Virgile imite l'idylle de Théocrite dans ses Bucoliques et le personnage de Simaitha inspire celui du berger Alphésibée, épris du jeune Daphnis[12]. Une enluminure d'un manuscrit médiéval de la bibliothèque municipale de Dijon montre Alphésibée en vieille femme tenant une figurine, et sa servante qui tient des herbes[13].

- Voltaire a lui aussi écrit une imitation:

« Reine des nuits, dis quel fut mon amour,
Comme en mon sein les frissons et la flamme 
Se succédaient, me perdaient tour à tour ; 
Quels doux transports égarèrent mon âme ; 
Comment mes yeux cherchaient en vain le jour.
Comme j'aimais, et sans songer à plaire,
Je ne pouvais ni parler ni me taire.
Reine des nuits, dis quel fut mon amour. 
Mon amant vint, ô moments délectables ! 
Il prit mes mains, tu le sais, tu le vis, 
Tu fus témoin de ses serments coupables, 
De ses baisers, de ceux que je rendis; 
Des voluptés dont je fus enivrée. 
Moments charmants, passez-vous sans recours 
Daphnis trahit l'amour qu'il m'a jurée! 
Reine des nuits, dis quel fut mon amour. »

- Simaitha devient au XIXe siècle une héroïne romantique, parfois débarrassée de ses pratiques magiques, qui apparaît dans l'œuvre de la poétesse allemande Amalie von Helvig (en) , Die Schwestern von Lesbos (Les sœurs de Lesbos), publiée par Friedrich Schiller en 1800[15], ainsi que dans une élégie d'Alfred de Vigny, Simétha[16], du recueil Poèmes antiques et modernes, où les rôles sont inversés puisque c'est le locuteur qui souffre du désintérêt de Simaitha, et enfin dans une villanelle[17] d'Oscar Wilde où le poète s'adresse à Théocrite en tant que chanteur de Perséphone.

- L'artiste grec Démétrios Galanis (1879 - 1966) représente Simaitha avec son amant[18].

- Elle est l'héroïne du court métrage[19] de Ben Ferris (en), Simaitha, réalisé en 2001, qui s'inspire de l'idylle de Théocrite.